# International Powered Access Federation
高所重機械安全推進国際連盟（こうしょじゅうきかいあんぜんすいしんこくさいれんめい、Internation Powered　Access Federation、IPAF）は、高所作業車や橋梁点検車、移動昇降式足場といった、動力を用いて作業ポイントへアクセスする重機械の、安全かつ効果的な使用を推進することを目的として1983年に設立された非営利団体である。専門的なアドバイスや情報の提供や、法令や安全基準の制定、トレーニングプログラムの提供などを行っており、およそ60か国以上の国で1300以上のメンバー、700以上の認定トレーニングセンター等によって構成されている。世界各国の高所重機械操作における安全基準や法令の制定等重要な活動に携わっているほか、多くの国でIPAFのトレーニングプログラムや資格制度等が採用されている。